# Pat Cummings
Patrick Michael "Pat" Cummings (Johnstown, Pensilvania, 11 de julio de 1956-26 de junio de 2012) fue un jugador de baloncesto estadounidense que disputó doce temporadas en la NBA, además de jugar en la CBA, y brevemente en la ACB y la liga italiana. Con 2,05 metros de estatura, jugaba en la posición de ala-pívot.

## Trayectoria deportiva

### Universidad
Jugó durante cuatro temporadas con los Bearcats de la Universidad de Cincinnati, en las que promedió 17,1 puntos y 8,3 rebotes por partido. Acabó su carrera con 1.762 puntos, la segunda mejor marca de la historia de la universidad, sólo superado por Oscar Robertson. En 1979 fue elegido Jugador del Año de la Metro Conference.

### Profesional
Fue elegido en la qincuagésimo novena posición del Draft de la NBA de 1978 por Milwaukee Bucks, donde juega como suplente durante tres temporadas, hasta que en 1982 es traspasado a Dallas Mavericks a cambio de una futura segunda ronda del draft. En los Mavs juega dos temporadas como titular, siendo la más destacada la segunda de ellas, en la cual promedia 13,1 puntos por partido, el tercer mejor anotador del equipo tras las estrellas Mark Aguirre y Rolando Blackman, y es el máximo reboteador con 8,2 por encuentro.
En 1984 se convierte en agente libre, fichando por New York Knicks, mientras que los Mavs no ejercen su derecho a igualar la oferta. Allí jugó su primera temporada como titular a la sombra de la gran estrella Bernard King, realizando su mejor campaña como profesional al promediar 15,8 puntos y 8,2 rebotes por partido. Pero las lesiones hacen que se pierda más de 80 partidos en las dos siguientes temporadas, perdiendo además la titularidad.
En 1988 ficha por Miami Heat como agente libre veterano, donde juega dos temporadas como suplente del novato Grant Long, hasta que mediada la temporada 1989-90 es despedido. ficha entonces por el CAI Zaragoza ya casi finalizando la liga ACB, donde disputa 11 partidos en los que promedia 14,2 puntos y 8,8 rebotes.
Al año siguiente comienza la temporada en el Pallacanestro Varese de la liga italiana, donde disputa 9 partidos, en los que promedia 12,7 puntos y 7,9 rebotes, hasta que es reclamado por Utah Jazz. Pero en su regreso a la NBA sólo disputa 4 partidos, en los que promedia 3,8 puntos y 1,3 rebotes, antes de ser despedido.
Con 34 años, acabaría jugando dos temporadas más en la CBA antes de retirarse definitivamente.

## Estadísticas de su carrera en la NBA

### Temporada regular
| Temporada | Edad | Equipo           | Liga | P   | TIT | MIN  | TC  | TCA  | %TC  | 3P  | 3PA | %3P  | TL  | TLA | %TL  | R.OF. | R.DEF. | REB | ASIS | ROB | TAP | PER | FP  | PTS  |
| 1979-80   | 23   | Milwaukee Bucks  | NBA  | 71  |     | 12.7 | 2.6 | 5.2  | .505 | 0.0 | 0.0 |      | 1.3 | 1.7 | .764 | 1.1   | 2.2    | 3.4 | 0.7  | 0.3 | 0.2 | 1.0 | 2.0 | 6.6  |
| 1980-81   | 24   | Milwaukee Bucks  | NBA  | 74  |     | 14.6 | 3.4 | 6.2  | .539 | 0.0 | 0.0 | .000 | 1.3 | 1.9 | .707 | 1.3   | 2.6    | 3.9 | 0.8  | 0.4 | 0.3 | 1.5 | 2.6 | 8.0  |
| 1981-82   | 25   | Milwaukee Bucks  | NBA  | 78  | 7   | 14.5 | 2.8 | 5.5  | .509 | 0.0 | 0.0 | .000 | 0.9 | 1.2 | .736 | 0.8   | 2.4    | 3.1 | 1.3  | 0.3 | 0.1 | 1.4 | 2.9 | 6.5  |
| 1982-83   | 26   | Dallas Mavericks | NBA  | 81  | 71  | 28.6 | 5.3 | 10.8 | .493 | 0.0 | 0.0 | .000 | 1.8 | 2.4 | .755 | 2.8   | 5.5    | 8.2 | 1.8  | 0.7 | 0.4 | 2.0 | 3.7 | 12.5 |
| 1983-84   | 27   | Dallas Mavericks | NBA  | 80  | 80  | 31.2 | 5.7 | 11.4 | .494 | 0.0 | 0.0 | .000 | 1.8 | 2.4 | .742 | 1.9   | 6.3    | 8.2 | 2.0  | 0.8 | 0.3 | 1.8 | 3.5 | 13.1 |
| 1984-85   | 28   | New York Knicks  | NBA  | 63  | 63  | 32.8 | 6.5 | 12.7 | .514 | 0.0 | 0.1 | .000 | 2.8 | 3.6 | .780 | 2.2   | 6.0    | 8.2 | 1.7  | 0.8 | 0.3 | 2.6 | 3.9 | 15.8 |
| 1985-86   | 29   | New York Knicks  | NBA  | 31  | 30  | 32.5 | 6.3 | 13.2 | .478 | 0.0 | 0.1 | .000 | 3.1 | 4.5 | .698 | 3.0   | 6.1    | 9.0 | 1.5  | 0.9 | 0.4 | 2.8 | 4.4 | 15.7 |
| 1986-87   | 30   | New York Knicks  | NBA  | 49  | 11  | 21.6 | 3.5 | 7.8  | .450 | 0.0 | 0.0 |      | 1.6 | 2.2 | .718 | 2.5   | 3.9    | 6.4 | 0.8  | 0.5 | 0.1 | 1.7 | 3.0 | 8.6  |
| 1987-88   | 31   | New York Knicks  | NBA  | 62  | 9   | 15.3 | 2.3 | 5.0  | .456 | 0.0 | 0.0 | .000 | 1.0 | 1.3 | .738 | 1.3   | 2.5    | 3.8 | 0.6  | 0.3 | 0.2 | 1.0 | 2.3 | 5.5  |
| 1988-89   | 32   | Miami Heat       | NBA  | 53  | 28  | 20.7 | 3.7 | 7.4  | .500 | 0.0 | 0.0 | .000 | 1.4 | 1.8 | .742 | 1.6   | 3.7    | 5.3 | 0.9  | 0.5 | 0.3 | 2.1 | 3.0 | 8.8  |
| 1989-90   | 33   | Miami Heat       | NBA  | 37  | 1   | 10.6 | 2.1 | 4.3  | .484 | 0.0 | 0.0 |      | 0.6 | 1.0 | .568 | 0.8   | 1.8    | 2.5 | 0.4  | 0.3 | 0.1 | 0.9 | 1.6 | 4.7  |
| 1990-91   | 34   | Utah Jazz        | NBA  | 4   | 0   | 6.5  | 1.0 | 1.5  | .667 | 0.0 | 0.0 |      | 1.8 | 2.5 | .700 | 0.8   | 0.5    | 1.3 | 0.0  | 0.0 | 0.0 | 0.5 | 2.0 | 3.8  |
| Total     |      |                  | NBA  | 683 | 300 | 21.3 | 4.0 | 8.1  | .497 | 0.0 | 0.0 | .000 | 1.6 | 2.1 | .737 | 1.7   | 3.9    | 5.6 | 1.2  | 0.5 | 0.3 | 1.7 | 3.0 | 9.6  |

### Playoffs
| Temporada | Edad | Equipo           | Liga | P  | MIN | TCA | TC  | 3PA | 3P | TLA | TL | R.OF. | REB | ASIS | ROB | TAP | PER | FP | PTS | %TC  | %3P | %FT  | MIN  | PTS  | REB | AST |
| 1979-80   | 23   | Milwaukee Bucks  | NBA  | 6  | 57  | 11  | 17  | 0   | 0  | 5   | 6  | 4     | 16  | 2    | 1   | 0   | 8   | 9  | 27  | .647 |     | .833 | 9.5  | 4.5  | 2.7 | 0.3 |
| 1980-81   | 24   | Milwaukee Bucks  | NBA  | 5  | 25  | 3   | 11  | 0   | 0  | 3   | 4  | 3     | 6   | 0    | 1   | 0   | 1   | 2  | 9   | .273 |     | .750 | 5.0  | 1.8  | 1.2 | 0.0 |
| 1981-82   | 25   | Milwaukee Bucks  | NBA  | 6  | 44  | 4   | 11  | 0   | 0  | 1   | 2  | 3     | 11  | 2    | 0   | 2   | 4   | 7  | 9   | .364 |     | .500 | 7.3  | 1.5  | 1.8 | 0.3 |
| 1983-84   | 27   | Dallas Mavericks | NBA  | 10 | 300 | 47  | 115 | 0   | 0  | 14  | 15 | 26    | 72  | 15   | 4   | 2   | 9   | 30 | 108 | .409 |     | .933 | 30.0 | 10.8 | 7.2 | 1.5 |
| 1987-88   | 31   | New York Knicks  | NBA  | 3  | 28  | 2   | 5   | 0   | 0  | 3   | 4  | 2     | 7   | 3    | 0   | 0   | 0   | 11 | 7   | .400 |     | .750 | 9.3  | 2.3  | 2.3 | 1.0 |
| Total     |      |                  | NBA  | 30 | 454 | 67  | 159 | 0   | 0  | 26  | 31 | 38    | 112 | 22   | 6   | 4   | 22  | 59 | 160 | .421 |     | .839 | 15.1 | 5.3  | 3.7 | 0.7 |